# Кухня Манчего

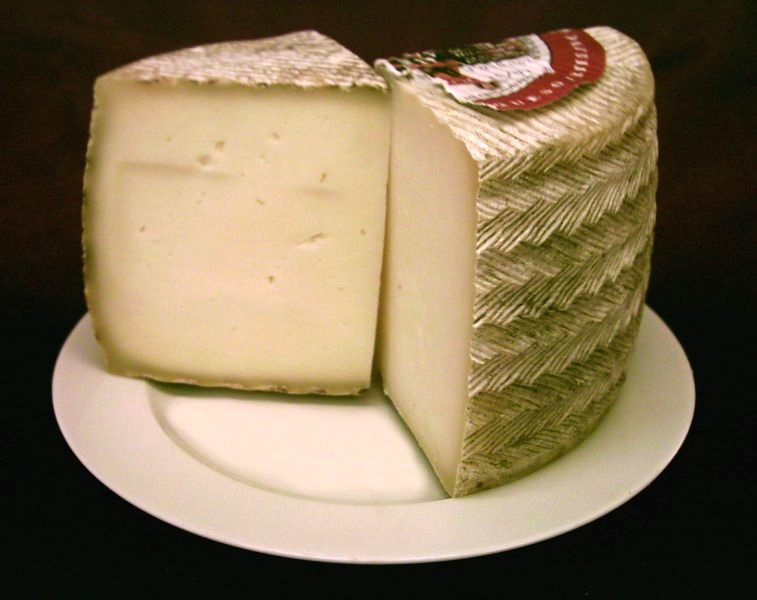
Сир Манчего, один з найвідоміших продуктів регіону.

Кухня Манчего відноситься до типових страв та інгредієнтів кухні Кастилії-Ла-Манча, одному з регіонів Іспанії. До них належать пісто (овочеве рагу з томатним соусом), газпачо манчего, манчего (тип сиру), біле вино Ла-Манча і червоне вино з Вальдепенья. 
Страви та фірмові страви регіону, як правило, стримані та осмислені, що відображають скромне сільське походження. Вони містять обмежену кількість інгредієнтів. Інгредієнти, зазвичай є в легкому доступі місцевим жителям. Ці страви, як правило, з високим вмістом калорій, що ідеально підходять для харчування робітників, фермерів і пастухів. Кухню цієї місцевості популяризував Сервантес у своєму Дон-Кіхоті-де-ла-Манчі, де згадується ряд традиційних страв. 

## Основні продукти
Основні місцеві традиційні продукти в Ла-Манчі були каша з альморти, зроблена з борошна чини посівної (Lathirus sativus), і коржики з гаспачо, плоский хліб, який є основою для гаспачо, це детально розроблена страва, що з'являється в Дон-Кіхоті під назвою «гальянос». На сьогодні хліб набагато більше поширений. 

## Фрукти та овочі
У регіоні не так багато вегетаріанських страв. Місцевим овочем вважають листя Silene vulgaris, відомий як (смілка звичайний), це досить рідкісні овочі. Деякі традиційні овочеві страви - це пісто манчего, піпірана (салат з цибулі, томатів, огірка), асадільло-де-ла-Манча (смажений червоний перець) і газпачо віудо. Беренхєнас де Альмагро — це різноманітні невеликі баклажани, вирощені в Альмагро, Сьюдад-Реаль. Їх приправляють і маринують за традиційним рецептом і зазвичай їдять як перекус або гарнір. 
Типовим інгредієнтом, який можна знайти майже у всіх місцевих стравах, є часник . Місцевий солодкий перець,нора, також є основним інгредієнтом багатьох страв. 

## М'ясо та риба
Є багато місцевих м'ясних страв, які складаються в основному з овець, кіз і, в меншій мірі, яловичини.Найважливіші страви це каркамуса (типова для Толедо), чанфаріна, запечена баранина, кучіфріто, мігас, курка в пепіторії, сальпікон, патурійо і саракош'. У місцях, де є велика кількість полювання, популярними є також страви з дичини, такі як кролик з часником, заєць по-мисливськи, і кальдерета манчега. 
Ла-Манча — це територія, що не має виходу до моря, з історично невеликою кількістю прісної води, що дозволяє загальне використання риби в її кухні. Традиційною рибою є тріска, яка з самого початку імпортується з прибережних районів і не псується. Її можна знайти в деяких стравах, зокрема в нуті з тріскою, яку їдять під час посту. 

## Сири
Сир манчего, або «сир з Ла Манчі», є найбільш відомим сиром з області. Він виготовлений з молока місцевих овець ( Ovis Aries Ligeriensis ), яких можна зустріти на пасовищах цілий рік. Сир твердий, з сильним смаком, м'яким присмаком і жирною текстурою. Існує багато окремих типів сиру манчего залежно від часу витримки і традиції (деякі з них занурюють в оливкову олію під час виготовлення). 

## Вина
Виробництво вина дуже важливе для регіону, який має багато місць з захищеним найменуванням за походженням. Найголовнішим захищеним за найменуванням місцем є Ла Манча, але інші включають ще: Вальдепеньяс в Сьюдад-Реаль ; Ментріда в Толедо ; Хумілья і Манчуела в Альбасете ; Мондехар в Гвадалахарі, і т.д. Крім того, є багато саморобних вин, такі як церковні вина, відомі як «пітарас». 